# Halichoeres brownfieldi
Halichoeres brownfieldi är en fiskart som först beskrevs av Whitley, 1945.  Halichoeres brownfieldi ingår i släktet Halichoeres och familjen läppfiskar. IUCN kategoriserar arten globalt som livskraftig. Inga underarter finns listade i Catalogue of Life.